# 12857 Johandemessie
12857 Johandemessie este o planetă minoră (asteroid) din centura de asteroizi. A fost descoperită pe 21 aprilie 1998 la Magdalena Ridge Observatory⁠(d) de Lincoln Near-Earth Asteroid Research. 
Obiectul prezintă o orbită caracterizată de o semiaxă mare de 2,9060787 UAi, o excentricitate de 0,07, o înclinație de 2,02393 ° în raport cu ecliptica.